# Zjazd głogowski

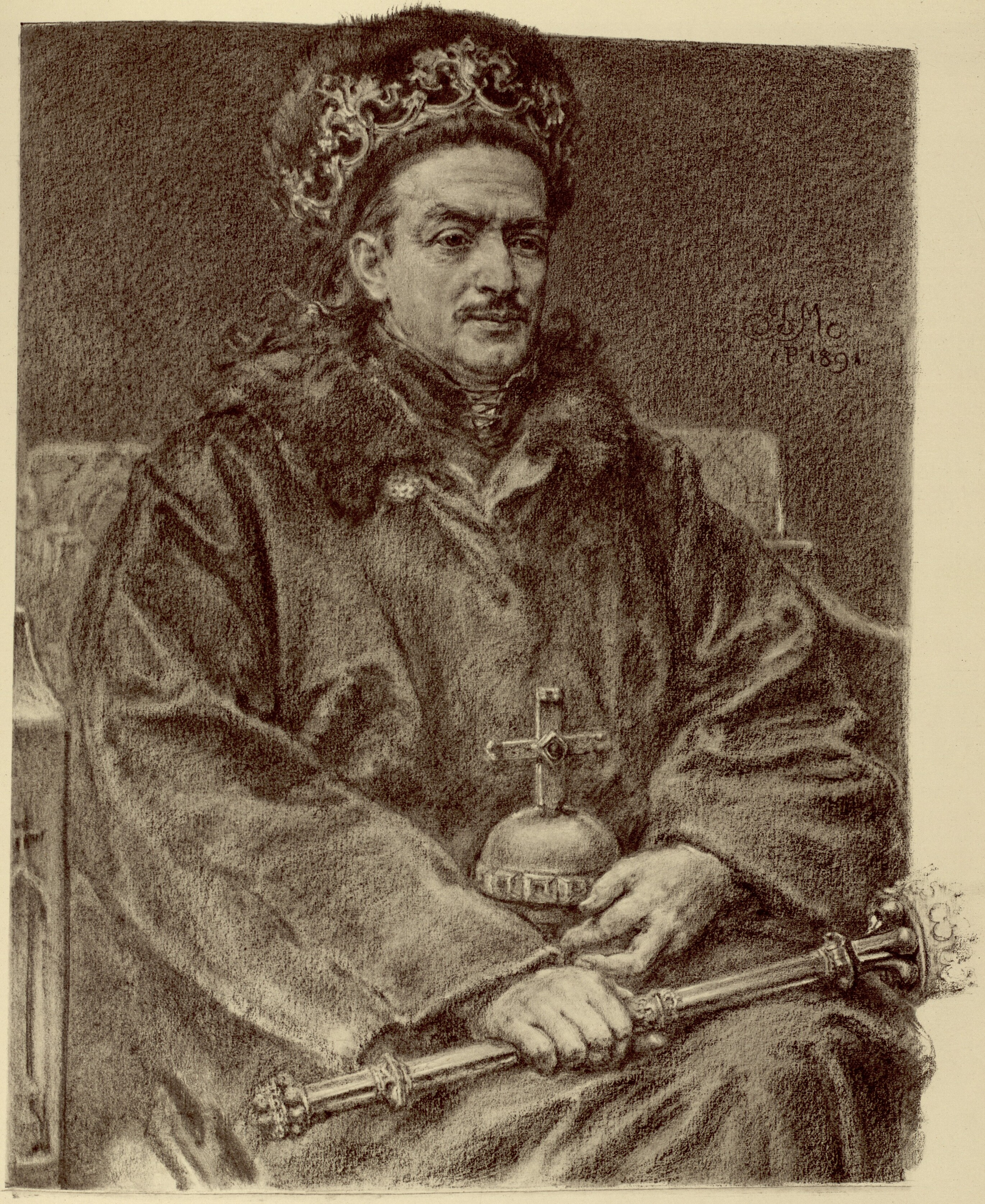
Kazimierz IV Jagiellończyk

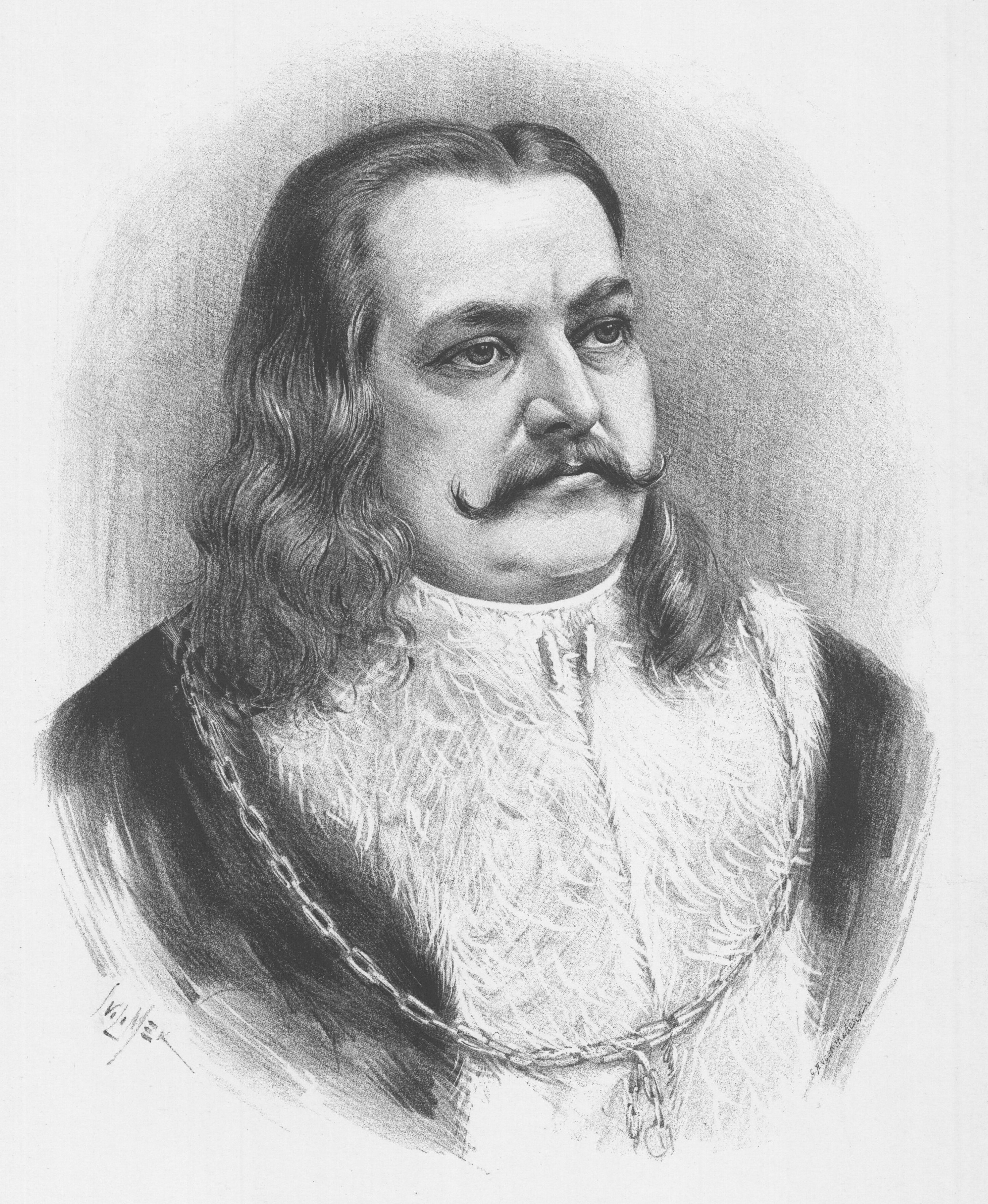
Jerzy z Podiebradów

Zjazd głogowski – spotkanie króla Czech Jerzego z Podiebradów i króla Polski Kazimierza IV Jagiellończyka w dniach 17–30 maja lub 18–29 maja 1462 r.
Kazimierz Jagiellończyk przybył do Głogowa w pięciotysięcznym orszaku, zaś Jerzy z Podiebradów wraz z dwoma tysiącami ludzi, w tym z Janem II żagańskim. Władcy Czech towarzyszyli m.in. dwaj synowie, biskup wrocławski Jodok oraz część książąt śląskich. Jerzy jako suweren Henryka IX głogowskiego i właściciel połowy Głogowa zamieszkał na czas zjazdu w miejskim ratuszu, a Kazimierz otrzymał na kwatery pomieszczenia zamku, w których czeski monarcha na znak szacunku ustąpił mu miejsca.
Negocjacje, prowadzone przez delegacje składające się z 24 dostojników, zakończono 27 maja 1462 r. podpisaniem umowy złożonej z 24 artykułów. W porozumieniu zawarto postanowienia dotyczące sojuszu antytureckiego o charakterze obronnym, deklaracji przyjaźni, zobowiązań do zapewnienia pokoju i bezpieczeństwa na drogach, zakazu bicia fałszywych monet i uregulowano stosunki handlowe. Król Czech zobowiązał się również nie rościć sobie pretensji do zajętych przez Polskę terenów Śląska (m.in. Oświęcim, Zator, Żywiec, Siewierz i Mazowsza), zaś Kazimierz Jagiellończyk zobowiązał się nie upominać się o dalszą część posagu swojej żony Elżbiety.
W wynegocjowanym traktacie ustalono również, że pretensje Henryka IX głogowskiego do ziem dzierżawionych przez Kazimierza Jagiellończyka i jego poddanych oraz skargi na nich zostaną rozstrzygnięte na zjeździe delegatów obu stron w grudniu 1462 r. w Babimoście oraz w styczniu 1463 r. w Paradyżu. Ustalono również termin następnej tury rozmów, do której miało dojść 6 stycznia 1463 r. w Będzinie i zdecydowano, że ewentualne kolejne spotkanie obu monarchów odbędzie się w jednym z polskich miast. 
Na zjeździe obecni byli także posłowie księcia bawarskiego Ludwika, oferując sojusz przeciw krzyżakom w zamian za pomoc wojskową przeciw Brandenburgii. 14 czerwca 1462 r. w Poznaniu zawarto natomiast traktat z księciem austriackim Albrechtem VI Szczodrym. Na zjeździe nie pojawili się przedstawiciele zakonu krzyżackiego, toteż nie doszedł do skutku arbitraż Jerzego między Polską i krzyżakami. 
Podczas rozmów Jerzy z Podiebradów zobowiązał się ustnie przedstawić kandydaturę Władysława Jagiellończyka jako swojego następcy.